# Gerygone inornata
Gerygone inornata е вид птица от семейство Acanthizidae.

## Разпространение
Видът е разпространен в Индонезия и Източен Тимор.